# Saint-Samson-de-Bonfossé
Saint-Samson-de-Bonfossé ist eine Ortschaft und eine ehemalige französische Gemeinde mit 935 Einwohnern (Stand: 1. Januar 2022) im Département Manche in der Region Normandie.
Mit Wirkung vom 1. Januar 2016 wurden die früheren Gemeinden Saint-Samson-de-Bonfossé, Gourfaleur, Saint-Romphaire und La Mancellière-sur-Vire zu einer Commune nouvelle mit dem Namen Bourgvallées fusioniert und haben in der neuen Gemeinde den Status einer Commune déléguée. Der Verwaltungssitz befindet sich im Ort Saint-Samson-de-Bonfossé.

## Lage
Nachbarorte von Saint-Samson-de-Bonfossé sind Saint-Ébremond-de-Bonfossé im Nordwesten, Gourfaleur im Nordosten, La Mancellière-sur-Vire im Osten, Saint-Romphaie im Südosten, Le Mesnil-Opac im Süden und Saint-Martin-de-Bonfossé im Südwesten.

## Bevölkerungsentwicklung
| Jahr      | 1962 | 1968 | 1975 | 1982 | 1990 | 1999 | 2008 | 2015 |
| --------- | ---- | ---- | ---- | ---- | ---- | ---- | ---- | ---- |
| Einwohner | 581  | 601  | 532  | 606  | 732  | 727  | 905  | 851  |

## Sehenswürdigkeiten

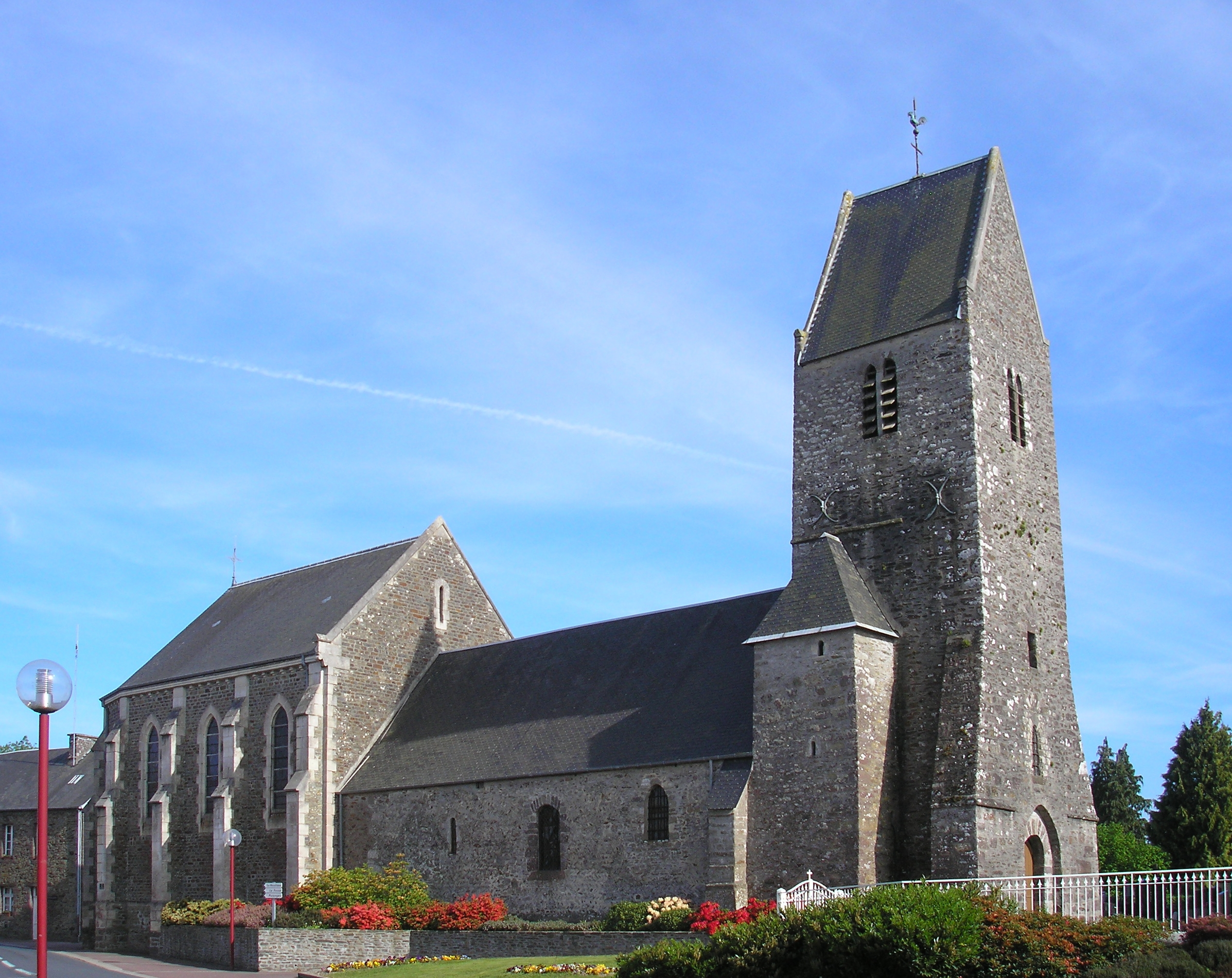
Kirche Saint-Samson

- Kriegerdenkmal
- Kirche Saint-Samson

## Infrastruktur
Die Route nationale 799 führt über Saint-Samsin-de-Bonfossé.